# Pectinatus portalensis
Pectinatus portalensis è una specie di batterio appartenente alla famiglia delle Acidaminococcaceae.